# قائمة القصور الملكية المغربية

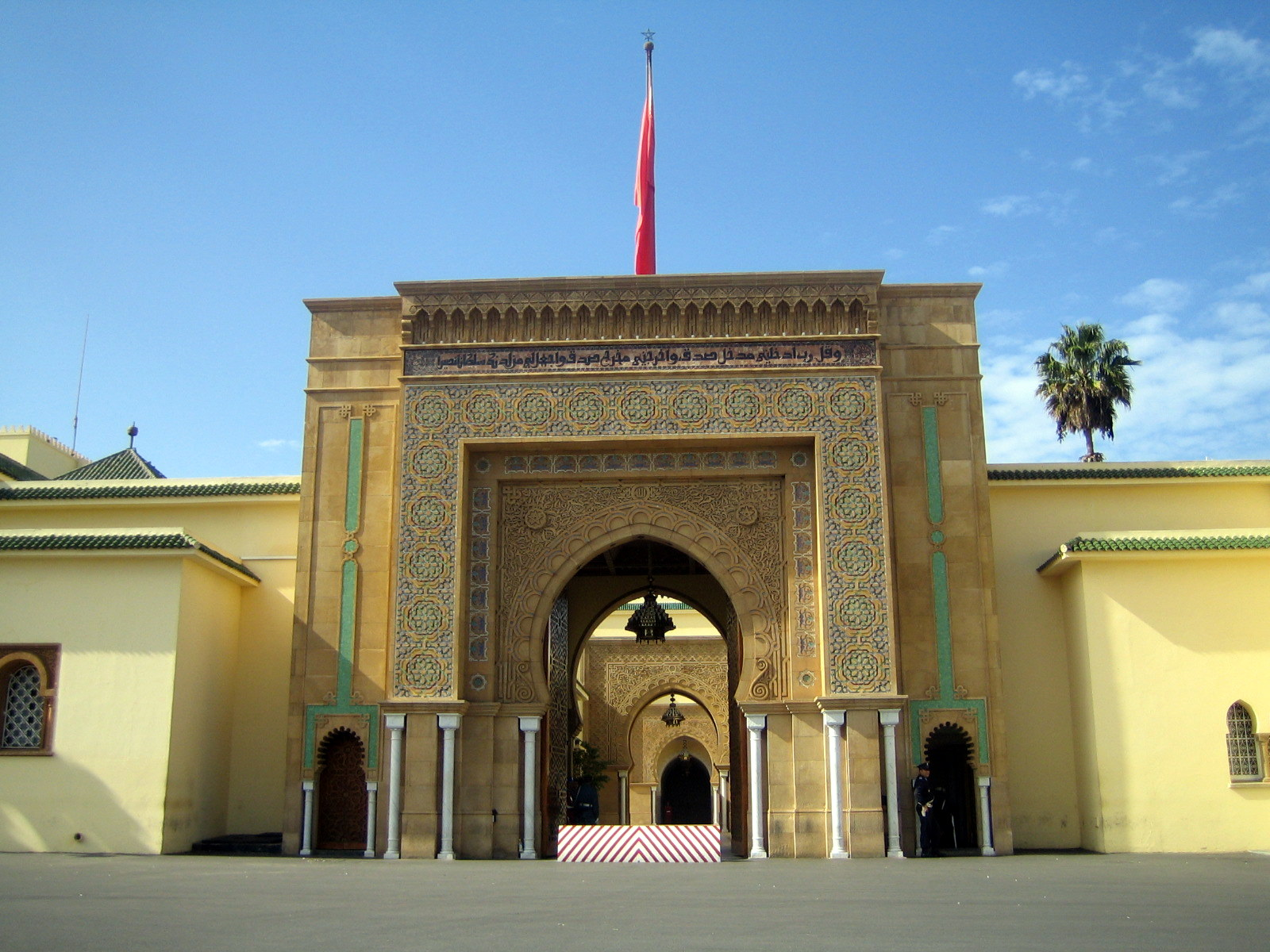
يعد القصر الملكي بالرباط المقر الرسمي الرئيسي للملكية المغربية منذ عام 1912

يملك ملك المغرب محمد السادس حاليا مقر إقامة واحد على الأقل في كل مدينة من المدن الرئيسية في البلاد، ويعود تاريخ بعض هذه المقرات إلى العصور القديمة. ويشار إليهم في كثير من الأحيان باسم دار المخزن، وهو المصطلح المغربي للمؤسسة الملكية.

## القصور
القصور الملكية مملوكة للدولة المغربية، وتخضع للصيانة، ومتاحة للملك وعائلته:
- القصر الملكي في جزء من قصبة مراكش، تم إنشاؤه في عام 1183 من قبل الخليفة أبو يعقوب يوسف؛
- القصر الملكي بفاس، أنشأه السلطان أبو يوسف يعقوب بن عبد الحق عام 1276؛
- القصر الملكي بمكناس (المعروف أيضًا باسم "المحنشة")،[1] يشغل جزءًا من قصبة مولاي إسماعيل التي أنشأها السلطان إسماعيل بن الشريف في عام 1672؛
- القصر الملكي بالرباط، تم إنشاؤه عام 1785 من قبل السلطان محمد بن عبد الله، وهو المقر الرئيسي للملكية منذ عام 1912؛
- قصر الدار البيضاء بفاس، أنشئ في أواخر القرن التاسع عشر على يد السلطان الحسن الأول؛
- قصر الجبل الكبير في الضاحية الغربية لمدينة طنجة؛
- القصر الملكي بالدار البيضاء، تم إنشاؤه في عشرينيات القرن العشرين؛[2]
- قصر دار السلام بالرباط، أنشأه السلطان محمد الخامس؛
- القصر الملكي بإفران، الذي أنشأه السلطان محمد الخامس في ثلاثينيات القرن العشرين؛[1][3]
- القصر الملكي بتطوان، أنشئ سنة 1956 بدمج مقر الحاكم السابق مع المقر العام المجاور للحماية الإسبانية بالمغرب في تطوان؛
- قصر الصخيرات الصيفي، الذي بناه الملك الحسن الثاني،[4] وهو الذي شهد محاولة الانقلاب سنة 1971؛[5]
- القصر الملكي في أكادير، الذي أنشأه الحسن الثاني في تسعينيات القرن العشرين، ويتضمن ملعبًا للغولف يطل على المحيط؛[6]
- قصر مرشان بطنجة، المقر السابق للمجلس التشريعي الدولي لمنطقة طنجة الدولية، أعيد تصميمه في عام 2010.[7]

## الإقامات الخاصة
على عكس القصور المذكورة أعلاه، فإن الإقامات الملكية الأخرى مملوكة ملكية خاصة للعائلة المالكة:
- تم إنشاء "المزرعة الملكية" في بوزنيقة على يد الحسن الثاني، الذي أقام هناك كثيرًا في سنواته الأخيرة؛[8]
- اعتبارًا من أوائل عشرينيات القرن العشرين، ورد أن الملك يقيم كثيرًا في مقار إقامته في سلا بالقرب من الرباط، وأنفا وتماريس بالقرب من الدار البيضاء، والحسيمة والمضيق على ساحل البحر الأبيض المتوسط؛[1]
- توجد إقامات أخرى في مزرعة دوييت بالقرب من فاس وفي ميدلت، والناظور، ووجدة، وآسفي؛[1]
- توجد الآن إقامة سابقة لمحمد الخامس في الوليدية في حالة سيئة.[1]

## العقارات السابقة
في المغرب ما قبل الحماية، كان من الممكن أيضًا أن تُعرف قصور الحاكم في أماكن أخرى غير المدن التاريخية باسم "دار المخزن" لأنها كانت رموزًا للملكية، وكان الملك عادةً ما يقيم هناك في زيارات عرضية. على سبيل المثال، لا يزال يُشار إلى قصر القصبة في طنجة في كثير من الأحيان باسم دار المخزن على الرغم من أنه لم يكن أبدًا مقر إقامة دائمًا للسلطان أو الملك.
أصبحت أطلال قصر البديع الذي يعود تاريخه إلى القرن السادس عشر في قصبة مراكش مفتوحة للجمهور. قصر دار البطحاء الذي يعود تاريخه إلى أواخر القرن التاسع عشر في فاس، والمتاخم لقصر الدار البيضاء والذي كان في الأصل جزءًا من نفس المجمع، أعيد استخدامه كمتحف في عام 1915. تم تحويل دار السلطان في آسفي إلى مكاتب إدارية تحت الحماية، ويستضيف المتحف الوطني للسيراميك المغربي منذ عام 1990. يوجد الآن عقار سابق آخر يُعرف أيضًا باسم دار السلطان في الصويرة في حالة خراب.
ويعتبر قصر عبد الحفيظ في طنجة حالة نادرة من ممتلكات الأسرة الحاكمة السابقة التي انتقلت إلى أيادي أجنبية. تم بناؤه ولكن لم يستخدمه السلطان السابق عبد الحفيظ بعد تنازله عن العرش في عام 1912. ثم استولت عليه سلطات الحماية في عام 1918 واشترته إيطاليا في عام 1927، ولذلك يُعرف أيضًا باسم قصر المؤسسات الإيطالية.